# Hylocitrea bonensis
Hylocitrea bonensis là một loài chim trong họ Hylocitreidae.